# 布達 (白采爾克瓦區)
49°31′21″N 30°37′45″E / 49.52250°N 30.62917°E
布達（烏克蘭語：Буда）是位於烏克蘭北部的村莊，由基辅州白采爾克瓦區的塔拉夏市鎮負責管轄。該村始建於1755年，面積0.89平方公里，海拔高度178米，2001年人口169，人口密度每平方公里190.1人。